# La Zerda ou les chants de l'oubli
Pour plus de détails, voir Fiche technique et Distribution.
La Zerda ou les chants de l'oubli (en arabe : الزردة و أغاني النسيان) est un film algérien réalisé par Assia Djebar et sorti en 1983.

## Fiche technique
- Titre : La Zerda ou les chants de l'oubli
- Réalisation : Assia Djebar
- Scénario : Assia Djebar et Malek Alloula
- Montage : Nicole Schlemmer
- Musique : Ahmed Essyad
- Production : Radiodiffusion-télévision algérienne
- Pays de  production :  Algérie
- Durée : 60 minutes
- Date de sortie : Allemagne - 27 février 1983[1]

## Récompense
- Prix du meilleur film historique au Festival international du film de Berlin 1983[2]